# Episodi di Rectify (seconda stagione)
La seconda stagione della serie televisiva Rectify è stata trasmessa in prima visione negli Stati Uniti d'America su SundanceTV dal 19 giugno al 21 agosto 2014.
In Italia, la stagione è andata in onda sul canale satellitare Sky Atlantic dal 24 giugno al 5 agosto 2016.
| nº | Titolo originale      | Titolo italiano        | Prima TV USA   | Prima TV Italia |
| -- | --------------------- | ---------------------- | -------------- | --------------- |
| 1  | Running with the Bull | Corsa contro il toro   | 19 giugno 2014 | 24 giugno 2016  |
| 2  | Sleeping Giants       | Giganti dormienti      | 26 giugno 2014 | 1º luglio 2016  |
| 3  | Charlie Darwin        | Charlie Darwin         | 3 luglio 2014  | 8 luglio 2016   |
| 4  | Donald the Normal     | Donald il normale      | 10 luglio 2014 | 15 luglio 2016  |
| 5  | Act as If             | Agisci come se         | 17 luglio 2014 | 22 luglio 2016  |
| 6  | Mazel Tov             | Buona fortuna          | 24 luglio 2014 | 22 luglio 2016  |
| 7  | Weird as You          | Strano come te         | 31 luglio 2014 | 29 luglio 2016  |
| 8  | The Great Destroyer   | Il grande distruttore  | 7 agosto 2014  | 29 luglio 2016  |
| 9  | Until You're Blue     | Fino all'esasperazione | 14 agosto 2014 | 5 agosto 2016   |
| 10 | Unhinged              | Delirante              | 21 agosto 2014 | 5 agosto 2016   |

## Corsa contro il toro
- Titolo originale: Running with the Bull
- Diretto da: Stephen Gyllenhaal
- Scritto da: Ray McKinnon

### Trama
Lo sceriffo cerca di trovare gli aggressori del cimitero, ma sembra essere l'unico ad interessarsi poiché molti considerano Daniel un assassino. Intanto giacendo in coma Daniel ritrova l'amico Kerwin e gli racconta cosa è accaduto dopo la sua morte. Kerwin gli dice di svegliarsi.

## Giganti dormienti
- Titolo originale: Sleeping Giants
- Diretto da: Dennie Gordon
- Scritto da: Scott Teems

### Trama
Ted Jr è sotto pressione perché sta cercando di concludere un affare che potrebbe rilanciare la ditta di famiglia. Tawney gli confessa poi di aver privato qualcosa per Daniel, lasciandolo profondamente rattristato. Nel frattempo Jon segue un suo cliente da molti anni, condannato a morte a causa del DNA che lo ha incastrato. Lo sceriffo prosegue le sue indagini e convince la madre di uno dei bambini testimoni a far parlare il figlio. Così facendo riesce ad arrestare il fratello di Hanna, l'unico che dopo aver picchiato Daniel si era tolto la maschera.
All'ospedale intanto Daniel esce dal coma e si risveglia.

## Charlie Darwin
- Titolo originale: Charlie Darwin
- Diretto da: Stephen Gyllenhaal
- Scritto da: Coleman Herbert

### Trama
Daniel decide di scagionare Bobby, dicendo allo sceriffo che non è stato lui a picchiarlo. Amantha reagisce molto male alla decisione del fratello e Janet le consiglia di andare lontano per un po' di tempo. Intanto Ted Jr cerca di convivere Tawney ad ipotecare la casa per poter dare il via all'affare che crede potrà salvare la ditta di famiglia.

## Donald il normale
- Titolo originale: Donald the Normal
- Diretto da: David Lowery
- Scritto da: Kate Powers & Ray McKinnon

### Trama
Daniel trascorre una giornata ad Atlanta fingendo di essere un'altra persona (Donald), ma alla fine capisce che il suo passato e la sua sinistra fama non gli permetteranno mai di vivere una vita, come vorrebbe, normale. Decide dunque di fare visita alla famiglia di Kerwin. Intanto Ted Jr dopo l'ennesimo litigio con la moglie si reca dallo sceriffo per raccontargli dell'aggressione subita da Daniel. Una volta tornato, Daniel distrugge la cucina che la madre progettava di rifare. Quando Janet e Ted lo scoprono rimangono basiti.

## Agisci come se
- Titolo originale: Act as If
- Diretto da: Andrew Bernstein
- Scritto da: Victoria Morrow

### Trama
Amantha cerca di ambientarsi nel nuovo lavoro di commessa. Intanto Tawney scopre di essere incinta, ma d'accordo con Ted Jr decide di mantenere segreta la cosa per il momento. Nel frattempo Daniel conosce Lezley, un venditore di oggetti di antiquariato che lo invita a casa sua per una festa, in cui Daniel assume delle droghe e passa una notte lasciandosi andare.

## Buona fortuna
- Titolo originale: Mazel Tov
- Diretto da: Jim McKay
- Scritto da: Chad Feehan

### Trama
È il giorno del compleanno di Janet e tutta la famiglia si riunisce, apparentemente in serenità. È presente anche Jon che ha deciso con Amantha di non nascondere più la relazione. Daniel in ritardo cerca di sorprendere la madre con un regalo che invece crea imbarazzo alla festa fino a che Ted non stempera la situazione. Tawney torna a parlare con Daniel e Ted Jr quando li vede per soffocare la gelosia decide di annunciare a tutti di essere prossimo a diventare padre. Daniel dopo il compleanno torna laddove ci fu l'omicidio di Hanna e sente la sua voce che lo chiama.

## Strano come te
- Titolo originale: Weird as You
- Diretto da: Sanaa Hamri
- Scritto da: Coleman Herbert

### Trama
Daniel sogna George e Trey e così decide di rintracciarli. Trey si dimostra disponibile ad accompagnarlo a casa di George, pur sapendo che in realtà quest'ultimo è morto, in quanto ne ha occultato il corpo. Una volta raggiunta la casa di George i due entrano e passano la serata assumendo droghe. Trey racconta a Daniel alcuni dettagli (probabilmente falsi) sulla notte dell'omicidio e cerca di convincerlo che è davvero stato lui ad uccidere Hanna. Intanto la procura offre a Jon la possibilità di un patteggiamento, che porterebbe Daniel in prigione per altri 10 anni. Nel frattempo il senatore cerca di fare pressioni su Ted Jr affinché denunci Daniel per l'aggressione subita, ma a quel punto Ted dice che si è intentato tutto.

## Il grande distruttore
- Titolo originale: The Great Destroyer
- Diretto da: Billy Gierhart
- Soggetto di: Scott Teems
- Scritto da: Scott Teems & Ray McKinnon

### Trama
Daniel viene abbandonato da Trey e deve rientrare in bicicletta, ma ad un certo punto chiama Tawney, che lo viene a recuperare. I due si confrontato e la donna gli dice che non potrà più stargli vicino, per non danneggiare il suo matrimonio. Una volta tornato a casa Daniel viene a conoscenza della proposta di patteggiamento, ma decide di rifiutare. Intanto il senatore incontra segretamente Ted Sr. Daniel chiede a Jon di ascoltare la confessione fatta ai tempi dell'arresto.

## Fino all'esasperazione
- Titolo originale: Until You're Blue
- Diretto da: Seith Mann
- Scritto da: Scott Teems & Victoria Morrow

### Trama
Tawney scopre di aver perso il suo bambino. Ne nasce poi una discussione con Ted Jr che culmina con l'ammissione, da parte della donna, di un amore verso Daniel, che nel frattempo valuta l'ipotesi propostagli dalla prefettura di andare a vivere lontano da Paulie per sempre al posto di andare in prigione. Ted Sr, venuto a conoscenza dei fatti avvenuti fra suo figlio e suo figliastro intima il senatore di non intromettersi più nei fatti di famiglia. Dopo il litigio Ted Jr va a cercare un cliente che è in debito con lui poiché non lo ha pagato, ma la cosa finisce con una rissa fra i due. Tawney va invece in un motel e dice a Daniel di raggiungerlo. I due ballano insieme.

## Delirante
- Titolo originale: Unhinged
- Diretto da: Stephen Gyllenhaal
- Scritto da: Ray McKinnon & Kate Powers

### Trama
Daniel confessa a Tawney quello che fece a Ted Jr e in seguito decide di accettare il patteggiamento, riconoscendo quindi di essere l'assassino di Hanna. Lo sceriffo tuttavia nutre sempre più dubbi su come siano andate le cose e decide di fare delle indagini su Trey. Dei bambini intenti a giocare vicino al fiume trovano il cadavere di George.